# Roller Coaster DataBase
De Roller Coaster DataBase (of kortweg RCDB) is een online databank van achtbanen, die in 1996 werd opgericht door Duane Marden. 

## Overzicht
Duane Marden uit Brookfield (Wisconsin)  startte de Roller Coaster DataBase in 1996 als een oefen-programmeerproject. De website is uitgegroeid tot een omvattende database met gegevens van meer dan 11 duizend achtbanen (waarvan er anno 2025 meer zo'n 6.000 in werking zijn) en meer dan 6.100 parken van over de hele wereld. Daarnaast zijn er anno 2025 in totaal zo'n 125.000 foto's en 13.400 videolinks te vinden. De website is in 10 talen beschikbaar: Chinees, Duits, Engels, Frans, Italiaans, Japans, Nederlands, Portugees, Spaans en Zweeds.
De website geeft veel (technische) gegevens over achtbanen zoals de aard van de constructie (hout, staal of hybride), de lengte en hoogte van de achtbaan of bijzondere elementen en inversies (bijvoorbeeld een looping). De site geeft ook een overzicht van de recordhouders onder de achtbanen, er is een overzicht van alle genoemde elementen en er is een woordenlijst te vinden.